# Nikolaj Egelund
Jens Nikolaj Egelund Christensen (født 27. juli 1968) er en dansk filmkomponist.
Han har skrevet musik til en række danske spillefilm blandt andet The Zookeeper (2001), Anklaget (2005) og Jagten (2012), der var Oscarnomineret som årets udenlandske film i 2014.
To gange har han vundet en Robert for årets musik, dels for De største helte i 1997, og dels for Let's get lost året efter i 1998.
Før sin filmkomponistkarriere medvirkede han med rollen Herbert i filmen Take it easy fra 1986.
Tidligere gift med Malou Aamund